# Fairmount (Georgia)
Fairmount è una città degli Stati Uniti d'America, situata in Georgia, nella Contea di Gordon.